# Reynoldsburg, Ohio
Reynoldsburg là một thành phố thuộc quận Franklin, tiểu bang Ohio, Hoa Kỳ. Năm 2010, dân số của thành phố này là 35893 người.

## Dân số
- Dân số năm 2000: 32069 người.
- Dân số năm 2010: 35893 người.